# Georg Cantor
(David Hilbert)
Georg Ferdinand Ludwig Philipp Cantor (San Pietroburgo, 3 marzo 1845 – Halle, 6 gennaio 1918) è stato un matematico tedesco, padre della teoria degli insiemi.
Cantor ha allargato la teoria degli insiemi fino a comprendere i concetti di numeri transfiniti, numeri cardinali e ordinali.

## Biografia
Cantor nasce a San Pietroburgo, figlio di Georg Woldemar Cantor, un operatore di borsa danese, e di Marie Anna Böhm, una violinista, cattolica, nata in Russia ma di origini austriache. Nel 1856, a causa delle condizioni di salute del padre, la famiglia si trasferisce a Berlino. Georg continua la sua educazione presso le scuole tedesche, dapprima a Darmstadt, poi in Svizzera al Politecnico federale di Zurigo e infine presso l'Università di Berlino, dove ha come maestri Kummer, Kronecker e Weierstrass. Dopo aver conseguito il dottorato nel 1867 con una tesi sulla teoria dei numeri: De aequationibus secundi gradus indeterminatis, nel 1869 Cantor lascia Berlino per assumere una posizione di insegnante all'Università di Halle, nel 1874 si sposa con Vally Guttmann con la quale ebbe i due figli Rudolph e Erich. A Halle passerà il resto della sua vita.
Cantor riconobbe che gli insiemi infiniti possono avere differenti cardinalità, separò gli insiemi in numerabili e più che numerabili e provò che l'insieme di tutti i numeri razionali {\displaystyle \mathbb {Q} } è numerabile, mentre l'insieme di tutti i numeri reali {\displaystyle \mathbb {R} } è più che numerabile, dimostrando in questo modo che esistono almeno due ordini di infinità. Egli inventò anche il simbolo che oggi viene usato per indicare i numeri reali. Il metodo di cui si servì per condurre le sue dimostrazioni è noto come metodo della diagonale di Cantor. In seguito cercò invano di dimostrare l'ipotesi del continuo. Cantor formulò un importantissimo principio per la definizione dei numeri reali, detto principio di localizzazione, che risulta fondamentale anche per poter operare sul suddetto campo numerico.
La sua teoria degli infiniti fu duramente contestata e Cantor cercò sostegno anche nella Chiesa cattolica, convinto che il tomismo aristotelico ammettesse l'infinito attuale. Scrisse una lettera e indirizzò alcuni dei suoi pamphlet a papa Leone XIII.
Durante la seconda metà della sua vita soffrì di attacchi di depressione, che compromisero seriamente la sua abilità di matematico e lo costrinsero a ripetuti ricoveri. Intensificò allora la lettura di testi di letteratura e di religione, in cui sviluppò il suo concetto d'infinito assoluto che identificò con Dio. Egli scrisse:
Impoveritosi durante la prima guerra mondiale, morì nel 1918 ad Halle, dove era ricoverato in un ospedale psichiatrico. Le sue teorie non incontrarono subito l'assenso dei colleghi: il matematico Leopold Kronecker, in particolare, giudicò le sue scoperte «prive di senso».
Al suo nome è intitolato il cratere Cantor sulla Luna.

## La teoria degli insiemi
Cantor diede origine alla teoria degli insiemi (1874-1884). Fu il primo a capire che gli insiemi infiniti possono avere diverse grandezze: dapprima mostrò che dato un qualsiasi insieme {\displaystyle A}, esiste l'insieme di tutti i possibili sottoinsiemi di {\displaystyle A}, chiamato l'insieme potenza di {\displaystyle A}. Poi dimostrò che l'insieme potenza di un insieme infinito {\displaystyle A} ha una grandezza maggiore della grandezza di {\displaystyle A} stesso (questo fatto è oggi noto con il nome di teorema di Cantor). Dunque esiste una gerarchia infinita di grandezze di insiemi infiniti, dalla quale sorgono i numeri cardinali e ordinali transfiniti, e la loro peculiare aritmetica. Per denotare i numeri cardinali usò la lettera dell'alfabeto ebraico aleph dotata di un numero naturale come indice ({\displaystyle \aleph _{0}} Alef zero); per gli ordinali utilizzò la lettera dell'alfabeto greco omega.
L'innovativa teoria cantoriana, osteggiata durante la vita del suo creatore, è stata completamente accettata dai matematici moderni, che hanno riconosciuto nella teoria degli insiemi transfiniti uno slittamento di paradigma di prima grandezza.
Cioè, non solo quindi Cantor - andando contro la tradizione Aristotelica, secondo cui l'infinito era definito solo come potenziale - ha concepito l'infinito attuale come un ente misurabile e degno di valore scientifico, ma ha mostrato e dimostrato tramite quello che oggi viene chiamato il metodo della diagonalizzazione, che esistono diversi tipi di infinito. L'insieme dei numeri reali, per esempio, ha una grandezza (una cardinalità) maggiore dell'insieme dei numeri naturali, mentre l'insieme dei numeri pari ha la stessa "grandezza" dei numeri naturali, cioè (contro intuitivamente) una parte è uguale all'intero perché è possibile trovare una corrispondenza biunivoca (una biiezione) tra i due insiemi. Oggi i numeri transfiniti sono accettati dalla maggior parte dei matematici.

## Filosofia e religione
Nell'opera Gesammelte Abhandlungen mathematischen und philosophischen Inhalts, risultano citate ed esaminate con cura un numero impressionante di fonti filosofiche e teologiche: Agostino, Aristotele, Bolzano, Kant, Leibniz, Platone, Spinoza, Tommaso d'Aquino. Inoltre, tra gli “scolastici”, Franzelin, Pesch, Suárez, Tongiorgi; tra i filosofi, Albrecht von Haller, Bayle, Berkeley, Boezio, Fichte, Gerdil, Giordano Bruno, Hamilton, Hegel, Maignan, Nicola da Cusa, Origene, Pitagora, Schelling, Sesto Empirico, Thomasius; tra gli scienziati più antichi: Cavalieri, Euclide, Galileo, Guldino, Lagrange, Newton, Torricelli.
Lettore di Agostino e Spinoza, si dichiarò sempre religioso alla maniera di Spinoza, con una forte simpatia per il cattolicesimo materno. Intratteneva scambi epistolari importanti con Weierstrass, con il filosofo K. Lasswitz e con il teologo gesuita, il cardinale G.B. Franzelin, in parte pubblicati da lui stesso (sulla rivista filosofica fichtiana: Zeitschrift für Philosophie und philosophische Kritik, 1887-1888) e si doleva della diffidenza che la nozione di «transfinito» suscitava negli ambienti ecclesiastici (cfr. Thuiller, 1977).
La mappa cantoriana dell'infinito si fonda sull'opposizione indeterminato/determinato e, solo secondariamente, su quella finito/infinito. Si distinguono allora: a) l'assolutamente indeterminato, o infinito inconsistente (il «cattivo» infinito, per es.: «L'insieme di tutto ciò che è pensabile», vedi supra, IV); b) le molteplicità determinate e “finite”; c) il “finito” iterato, infinito potenziale, improprio, ma non «cattivo» (contro Hegel), importantissimo in analisi matematica; d) le molteplicità «infinite ben determinate», come i transfiniti; ed infine e) Dio, assolutamente infinito.

### I transfiniti e l'Infinito assoluto-Dio
Georg Cantor teorizzò l'esistenza di diversi livello di infinito. L'infinito potenziale e vari infiniti attuali, che si ottengono pensando l'infinito potenziale come già esistente.
Qualsiasi infinito attuale è al di sopra di quello potenziale e si chiama anche traansfinito:
- Aleph-zero è il nome dato da Cantor all'infinito attuale numerabile (es. l'insieme infinito dei numeri interi);
- Aleph-uno è l'infinito attuale continuo (es. l'insieme infinito di tutti i punti di un segmento di linea non nullo, di una superficie o di un volume; l'insieme infinito continuo dei numeri reali);
- Aleph-due è rappresentato dal numero infinito di tutte le linee geometriche;
- Aleph-tre e superiori non sono rappresentabili.

Al di sopra di tutti gli infiniti attuali, Cantor colloca l'Infinito assoluto, una realtà assolutamente astratta che non è un infinito matematico fatto di numeri e che non è accessibile né determinabile con l'analisi e il rigore logico-matematico. Cantor identificò l'unico Infinito assoluto con Dio, affermando che era descrivibile solo in termini di teologia negativa.

## Opere di Cantor
- Über eine Eigenschaft des Inbegriffes aller reellen algebraischen Zahlen. Journal für die reine und angewandte Mathematik. 1874. (Primo scritto sulla teoria degli insiemi).
- Über die Ausdehnung eines Satzes aus der Theorie der trigonometrischen Reihen, in: Mathematische Annalen 5 (1872) 123-132.
- Über die verschiedenen Standpunkte in bezug auf das aktuale Unendliche, 1886.
- Über eine elementare Frage der Mannigfaltigkeitslehre, 1890/91.
- Georg Cantor: Beiträge zur Begründung der transfiniten Mengenlehre (1. Artikel), in: Mathematische Annalen 46 (1895), S. 481-512., su gdz.sub.uni-goettingen.de.
- Georg Cantor: Beiträge zur Begründung der transfiniten Mengenlehre (2. Artikel), in: Mathematische Annalen 49 (1897), S. 207-246., su gdz.sub.uni-goettingen.de.
- Georg Cantor: Gesammelte Abhandlungen mathematischen und philosophischen Inhalts. Hrsg. v. E. Zermelo. Berlin: Springer 1932. (Reprint: Springer, 1980.)
- Georg Cantor: Briefe. Hrsg. v. H. Meschkowski. Berlin: Springer 1991.